# Ich bin kein Roboter (Film)
Ich bin kein Roboter ist ein niederländischer Kurzfilm von Victoria Warmerdam aus dem Jahr 2023, der bei der Oscarverleihung 2025 als Bester Kurzfilm ausgezeichnet wurde.

## Handlung
Lara Vermeulen, eine Musikproduzentin hört gerade ein Cover von Radioheads Creep, als ein Update sie dazu zwingt, das Programm neu zu starten. Um sich in ihren Account einzuloggen, muss sie eine Reihe Captcha-Tests machen. Obwohl sie die richtigen Antworten eingibt, verweigert ihr das System den Zugriff und präsentiert immer weitere Captcha-Tets. Frustriert ruft sie den Kundenservice an, der ihr erklärt, dass es daran liegen muss, dass sie ein Roboter ist und fügt hinzu „Sie wären nicht die erste, die es auf diesem Weg herausfindet.“ Dann legt der Mitarbeiter auf. Nachdem Lara weiterhin an den Tests scheitert, wird sie schließlich zu einer Internetseite weitergeleitet, auf der sie testen kann, ob sie ein Roboter ist. Der Test beinhaltet Fragen, ob sie sich als Außenseiterin fühlt, ob ihr Partner wohlhabend ist und ob ihre Eltern gestorben sind, als sie sehr jung war und sich nicht an sie erinnern kann. Als sie diese Fragen bejaht, wird ihr mitgeteilt, dass sie vermutlich ein Roboter ist und ihre Eltern nie existiert haben.
Verstört ruft Lara ihren Freund Daniël an und erzählt ihm von dem Test, woraufhin er so tut, als ob die Verbindung gestört wäre und auflegt. Auf weitere Anrufe antwortet er nicht. Später taucht er gemeinsam mit einer Frau, die sich als Pam vorstellt, bei ihr auf der Arbeit auf. Pam erklärt Lara, dass sie ein Roboter ist, der von Daniël als Freundin ausgesucht worden ist. Lara fühlt sich ausgenutzt und flieht auf das Dach der Parkgarage, wohin ihr Daniël folgt. Er erklärt ihr, dass sie trotzdem Gefühle und einen freien Willen hat. Das einzige, was sie von einem Menschen unterscheidet, ist, dass sie kurz nach Daniëls Tod sterben wird, da er sie nicht „noch einmal“ betrauern will. Lara fragt, was passieren wird, wenn sie Selbstmord begeht, woraufhin Pam entgegnet, dass sie nicht sterben kann, wenn Daniël es nicht will.
Verzweifelt springt Lara vom Dach des Parkdecks. Als sie am Boden liegt, beginnt sie stark zu bluten, bleibt jedoch bei Bewusstsein. Während des Abspanns spielt Creep erneut.

## Veröffentlichung
Ich bin kein Roboter feierte seine Premiere am 23. September 2023 beim Niederländischen Filmfestival. Es folgten Aufführungen bei zahlreichen weiteren Filmfestivals, unter anderem dem Sitges Festival, dem Internationalen Kurzfilmfestival Leuven, dem Brussels International Fantastic Film Festival, dem Bucheon International Fantastic Film Festival und dem Palm Springs International ShortFest.
Bei der Oscarverleihung 2025 wurde Ich bin kein Roboter in der Kategorie Bester Kurzfilm ausgezeichnet.
Gemeinsam mit den Produzenten Eric Martin, Tobias Weymar und Kim Magnusson soll Ich bin kein Roboter unter der Regie von Victoria Warmerdam zu einem Spielfilm ausgebaut werden. Unterstützt wird das Projekt vom Nederlands Filmfonds, dem TorinoFilmLab, ACE Producers und FilmForward.